# Кошаркашка репрезентација Чешке
Кошаркашка репрезентација Чешке Републике представља Чешку Републику на међународним кошаркашким такмичењима.
Под овим именом репрезентација наступа од 1993. године, а пре тога играчи из Чешке учествовали су у саставу репрезентације Чехословачке.

## Учешћа на међународним такмичењима

### Олимпијске игре(1)
| Година | Домет            | Ут.              | Доб.             | Изг.             | Позиција         |
| ------ | ---------------- | ---------------- | ---------------- | ---------------- | ---------------- |
| 1996.  | Није учествовала | Није учествовала | Није учествовала | Није учествовала | Није учествовала |
| 2000.  | Није учествовала | Није учествовала | Није учествовала | Није учествовала | Није учествовала |
| 2004.  | Није учествовала | Није учествовала | Није учествовала | Није учествовала | Није учествовала |
| 2008.  | Није учествовала | Није учествовала | Није учествовала | Није учествовала | Није учествовала |
| 2012.  | Није учествовала | Није учествовала | Није учествовала | Није учествовала | Није учествовала |
| 2016.  | Није учествовала | Није учествовала | Није учествовала | Није учествовала | Није учествовала |
| 2020.  | Прва фаза        | 3                | 1                | 2                | 9.               |
| Укупно | —                | 3                | 1                | 2                | —                |

### Светско првенство(1)
| Година | Домет            | Ут.              | Доб.             | Изг.             | Позиција         |
| ------ | ---------------- | ---------------- | ---------------- | ---------------- | ---------------- |
| 1994.  | Није учествовала | Није учествовала | Није учествовала | Није учествовала | Није учествовала |
| 1998.  | Није учествовала | Није учествовала | Није учествовала | Није учествовала | Није учествовала |
| 2002.  | Није учествовала | Није учествовала | Није учествовала | Није учествовала | Није учествовала |
| 2006.  | Није учествовала | Није учествовала | Није учествовала | Није учествовала | Није учествовала |
| 2010.  | Није учествовала | Није учествовала | Није учествовала | Није учествовала | Није учествовала |
| 2014.  | Није учествовала | Није учествовала | Није учествовала | Није учествовала | Није учествовала |
| 2019.  | Четвртфинале     | 8                | 4                | 4                | 6.               |
| Укупно | —                | 8                | 4                | 4                | —                |

### Европско првенство(6)
| Година | Домет            | Ут.              | Доб.             | Изг.             | Позиција         |
| ------ | ---------------- | ---------------- | ---------------- | ---------------- | ---------------- |
| 1993.  | Није учествовала | Није учествовала | Није учествовала | Није учествовала | Није учествовала |
| 1995.  | Није учествовала | Није учествовала | Није учествовала | Није учествовала | Није учествовала |
| 1997.  | Није учествовала | Није учествовала | Није учествовала | Није учествовала | Није учествовала |
| 1999.  | Друга фаза       | 6                | 2                | 4                | 12.              |
| 2001.  | Није учествовала | Није учествовала | Није учествовала | Није учествовала | Није учествовала |
| 2003.  | Није учествовала | Није учествовала | Није учествовала | Није учествовала | Није учествовала |
| 2005.  | Није учествовала | Није учествовала | Није учествовала | Није учествовала | Није учествовала |
| 2007.  | Прва фаза        | 3                | 0                | 3                | 13.              |
| 2009.  | Није учествовала | Није учествовала | Није учествовала | Није учествовала | Није учествовала |
| 2011.  | Није учествовала | Није учествовала | Није учествовала | Није учествовала | Није учествовала |
| 2013.  | Прва фаза        | 5                | 2                | 3                | 13.              |
| 2015.  | Четвртфинале     | 9                | 5                | 4                | 7.               |
| 2017.  | Прва фаза        | 5                | 1                | 4                | 20.              |
| 2022.  | Осмина финала    | 6                | 2                | 4                | 16.              |
| Укупно | —                | 34               | 12               | 22               | —                |